# 휴버트 섬린
휴버트 섬린(영어: Hubert Sumlin, 1931년 11월 16일 ~ 2011년 12월 4일)은 미국의 블루스 기타리스트이자 싱어송라이터이다. 하울링 울프 밴드의 일원으로서, 그의 "뒤틀리고 산산조각 나는 음의 폭발, 갑자기 딱 부러지는 침묵 그리고 대담한 리듬의 정지"로 가장 잘 알려져 있다. 그는 《롤링 스톤》의 '역대 최고의 기타 연주자 100인'에서 43위에 올랐다.

## 생애
휴버트 섬린은 1931년 11월 16일, 미국 미시시피주 그린우드에서 태어나서 아칸소주의 휴스에서 자랐다. 그는 8살 때 처음 기타를 잡았다. 그는 어렸을 때 공연에 몰래 들어가서 하울링 울프를 만났다.
울프는 1953년 멤피스에서 시카고로 이주했다. 하지만 그의 오랜 기타리스트인 윌리 존슨은 그와 함께 가지 않기로 결정했다. 시카고에서 울프는 기타리스트 조디 윌리엄스를 고용했다. 하지만 1954년에 그는 자신의 밴드에서 두번째 기타를 연주하기 위해 섬린을 시카고로 초대했다. 윌리엄스는 1955년에 이 밴드를 떠나, 울프의 남은 경력 동안 (1956년경에 머디 워터스와 함께 한 잠깐 동안을 제외하면) 자신이 거의 지속적으로 맡고 있었던 1차 기타리스트로 살아남았다. 섬린에 따르면, 하울링 울프는 키보드와 음계를 배우기 위해서 그를 시카고 음악 학교의 클래식 기타 강사로 보냈다. 섬린은 2004년 모조 잡지가 세번째로 위대한 기타 음반으로 선정한 음반 《Howlin' Wolf》 (커버 아트를 넣어 "흔들 의자 음반"이라고 불림)에서 연주했다.

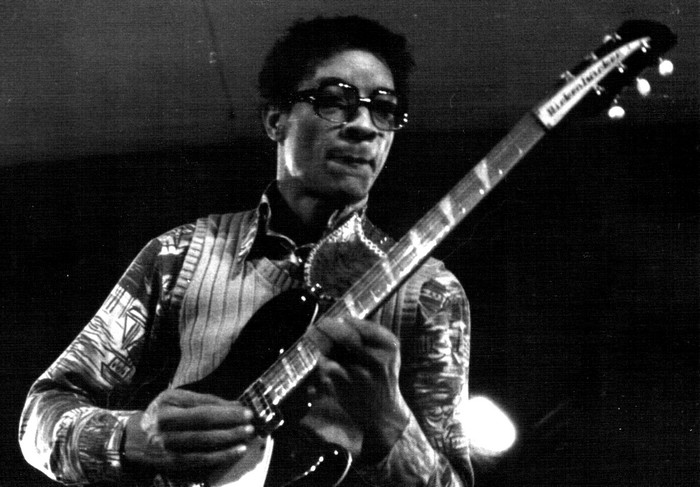
휴버트 섬린 (1975년)

1976년 울프가 사망하자, 섬린은 울프의 다른 밴드 멤버들과 1980년경까지 연주를 계속했다. 그는 또한 1964년 울프와 함께 한 유럽 투어에서 시작한 세션으로 자신의 이름으로 녹음했다. 그의 마지막 솔로 앨범은 2004년에 톤쿨 레코드에 의해 발매된 《About Them Shoes》였다. 그는 같은 해에 폐 제거 수술을 받았지만 죽기 직전까지 연주를 계속했다. 그가 죽기 바로 며칠 전에 마지막으로 녹음한 것은 스티븐 데일 프티의 음반 《Cracking The Code》 (333레코드)이었다.
섬린은 2008년에 블루스 명예의 전당에 헌액되었다. 그는 4개의 그래미 어워드 후보에 올랐다. 그는 여러 블루스 뮤직 어워드를 수상했다. 그는 독립적인 예술가들의 경력을 지원하기 위해 주어진 제5회 연례 독립 음악 시상식의 심사위원이었다.

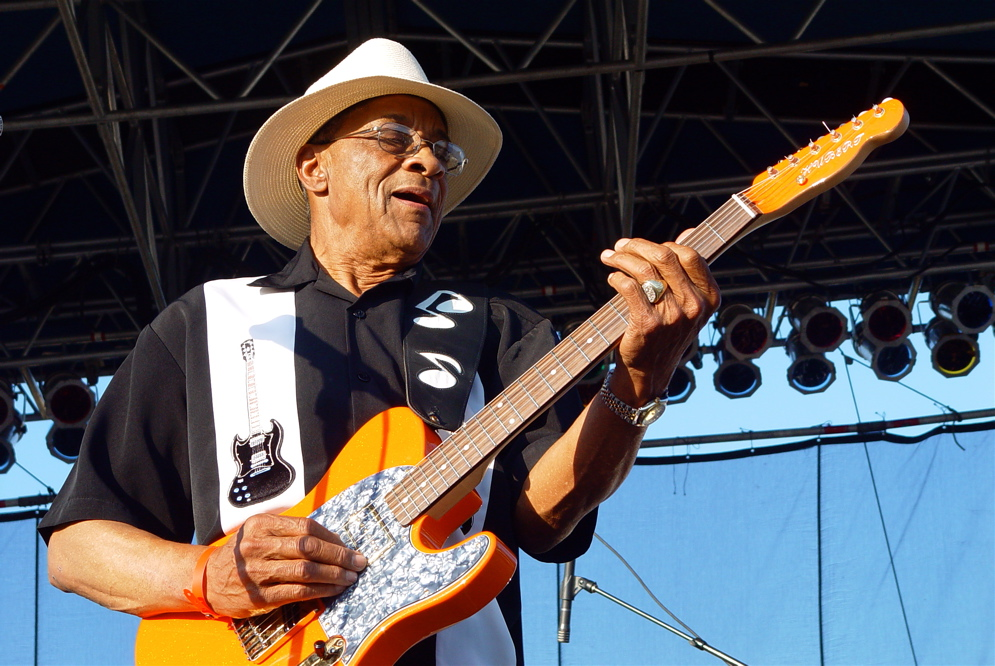
휴버트 섬린 (2006년)

섬린은 그가 죽기 전, 뉴저지주 토토와에서 10년 동안 살았고, 2011년 12월 4일, 80세의 나이로 뉴저지주 웨인의 한 병원에서 심부전으로 사망했다. 롤링 스톤스의 믹 재거와 키스 리처즈는 섬린의 장례식 비용을 지불했다.

## 음반 목록

### 정규 음반
- American Folk Blues (1964)
- Hubert's "American" Blues! (1969)
- Kings of Chicago Blues, Vol. 2 (1974)
- Groove (1976)
- Gamblin' Woman (1980)
- Hubert Sumlin's Blues Party (1987)
- Heart & Soul (1989)
- Healing Feeling (1990)
- Blues Guitar Boss (1991)
- Made in Argentina 1993 (1994)
- I'm the Back Door Man (1994)
- My Guitar and Me (1994)
- Blues Classics (1996)
- I Know You (1998)
- Wake Up Call (1998)
- Pinetop Perkins & Hubert Sumlin: Legends (1999)
- Doing the Don't (2003)
- About Them Shoes (2004)
- Midnight Memphis Sun (2010)
- Sky Road Songs (2012)

### 비디오 음반
- The Blues Guitar of Hubert Sumlin (2005)